# بيلي هيتشكوك
بيلي هيتشكوك (بالإنجليزية: Billy Hitchcock) هو لاعب كرة قدم أمريكية أمريكي، ولد في 31 يوليو 1916 في ألاباما في الولايات المتحدة، وتوفي في 9 أبريل 2006 في أوبيليكا في الولايات المتحدة.

## وصلات خارجية
- بيلي هيتشكوك على موقعبيزبول رفرنس.كوم (الدوري الرئيسي) (الإنجليزية)
- بيلي هيتشكوك على موقعبيزبول رفرنس.كوم (الدوري الثانوي) (الإنجليزية)